# كارميلا آلوتشي
كارميلا آلوتشي (بالإيطالية: Carmela Allucci)‏ هي لاعبة كرة ماء إيطالية ولدت في يوم 22 يناير 1970 في نابولي. أبرز إنجازاتها هو فوزها مع منتخب إيطاليا لكرة الماء للنساء في دورة الألعاب الأولمبية الصيفية 2004 في أثينا. كما فازت ببطولة العالم مع المنتخب مرتين في 1998 و2001.